# Yehiel De-Nur
Yehiel De-Nur lub Dinur, właśc. Jechiel Fajner (ur. 16 maja 1909 w Sosnowcu, zm. 17 lipca 2001 w Tel Awiwie) – żydowski pisarz, więzień niemieckiego obozu koncentracyjnego i zagłady Auschwitz.

## Życiorys
Podczas II wojny światowej De-Nur przez dwa lata był więźniem niemieckiego obozu koncentracyjnego Auschwitz. W 1945 roku zamieszkał w Izraelu, gdzie został pisarzem-historykiem, pisząc kilka prac po hebrajsku pod pseudonimem „Ka-Tzetnik 135633” (czasami: „K. Tzetnik”). Ka-Tzetnik znaczy „Kacetnik” (od niemieckiego Konzentrationslager – obóz koncentracyjny). 135633 to numer, który wytatuowano na przedramieniu De-Nura w obozie koncentracyjnym.
Jego prace dokumentują nazistowskie okrucieństwo. Pod pseudonimem pisał do momentu ujawnienia jego tożsamości podczas procesu Adolfa Eichmanna w 1961 roku. Zmarł w 2001 roku na raka.
Najsłynniejszą książką 135633 jest Dom lalek (1956), opisujący oddziały rozkoszy (niem. Freudenabteilung), nazistowski układ – żydowskie kobiety zmuszane do świadczenia usług seksualnych w obozach koncentracyjnych. Sugerował, że bohaterką książki jest jego młodsza siostra, której nie udało się przeżyć Holocaustu. W innej z książek, Piepel, w której naziści seksualnie wykorzystują młodych chłopców, sugerował podobnie, że bohaterem opisanych wydarzeń był jego brat, zmarły w obozie koncentracyjnym. Dwadzieścia lat później wokalista Ian Curtis nazwał swój zespół Joy Division, nawiązując do wydarzeń opisanych w książce.
W 1976 roku Dinur został poddany eksperymentalnej psychoterapii przy użyciu LSD, którą zastosował dr Jan Bastiaans. Powodem były powracające koszmary i depresja. Wizje doświadczone podczas terapii stały się kanwą książki Shivitti.

## Twórczość
- Atrocity
- Dom lalek (ang. House of Dolls)
- Star Eternal
- Shivitti: A Vision
- Piepel